# Cole Hamels
Colbert Michael Hamels (ur. 27 grudnia 1983) – amerykański baseballista występujący na pozycji miotacza w Chicago Cubs.

## Przebieg kariery

### Philadelphia Phillies
Hamels został wybrany w 2002 roku w pierwszej rundzie draftu z numerem siedemnastym przez Philadelphia Phillies i początkowo występował w klubach farmerskich tego zespołu, między innymi w Scranton/Wilkes-Barre Red Barons, reprezentującym poziom Triple-A. W Major League Baseball zadebiutował 12 maja 2006 w meczu przeciwko Cincinnati Reds. 6 czerwca 2010 w wygranym przez Phillies 10–1 spotkaniu z Arizona Diamondbacks, zaliczył pierwsze w karierze zwycięstwo.
W sezonie 2007 po raz pierwszy wystąpił w Meczu Gwiazd, zaś rok później wystąpił w World Series, w których Phillies pokonali Tampa Bay Rays w pięciu meczach i został wybrany najbardziej wartościowym zawodnikiem finałów. W 2009 zagrał w jednym meczu World Series, jednak ostatecznie Phillies ulegli New York Yankees 2–4.
21 czerwca 2012 w meczu przeciwko San Francisco Giants, po piłce narzuconej przez Matta Caina, zdobył pierwszego w karierze home runa. W lipcu 2012 podpisał nowy, sześcioletni kontrakt wart 144 miliony dolarów.
17 maja 2014 w spotkaniu z Cincinnati Reds rozegranym na Citizens Bank Park zanotował 100. zwycięstwo w MLB. 1 września 2014 w meczu przeciwko Atlanta Braves, wraz z trzema relieverami, Jakem Diekmanem, Kenem Gilesem i Jonathanem Papelbonem, zaliczył no-hittera; to 11. combined no-hitter w historii MLB i 12. no-hitter w historii klubu.
25 lipca 2015 w meczu z Chicago Cubs na Wrigley Field rozegrał 13. w historii klubu no-hittera. W całym spotkaniu oddał 129 narzutów, zaliczył 13 strikeoutów i oddał dwie bazy za darmo. To pierwszy no-hitter przeciwko Chicago Cubs od 9 września 1965, kiedy Sandy Koufax zanotował perfect game.

### Texas Rangers
31 lipca 2015 w ramach wymiany zawodników przeszedł o do Texas Rangers. 12 czerwca 2016 w meczu przeciwko Seattle Mariners został 77. miotaczem w historii MLB, który osiągnął pułap 2000 strikeoutów.

### Chicago Cubs
27 lipca 2018 w ramach wymiany zawodników przeszedł do Chicago Cubs.

## Nagrody i wyróżnienia
| Nagroda/wyróżnienie      | Lata                   | Źródło |
| 4× All-Star              | 2007, 2011, 2012, 2016 | [ 1 ]  |
| NLCS MVP                 | 2008                   | [ 15 ] |
| Zwycięzca w World Series | 2008                   | [ 5 ]  |
| World Series MVP         | 2008                   | [ 5 ]  |
| Babe Ruth Award          | 2008                   | [ 16 ] |